# 劉明孝
劉明孝（？—？），字午雲，浙江紹興府山陰縣人。明朝末年政治人物。

## 生平
崇禎十二年（1639年）己卯科浙江鄉試八十名，崇禎十三年（1640年）庚辰科进士，官福建浦城縣知縣。任內盡力圍剿白蓮教徒。